# قصة خيالية بعد كل شيء
قصة خيالية بعد كل شيء (بالإنجليزية: A Fairy Tale After All)‏ هو فيلم خيالي موسيقي أمريكي لعام 2022، من إنتاج وسيناريو وإخراج إريك بيتر كارلسون، ومن بطولة إميلي شينو، وبريان هال، وغابرييل بورافاتو، وبريدغيت ويندر، وتيموثي كوباكز، وآنا بريسبين، تم إصداره في 18 فبراير 2022.

## روابط خارجية
- قصة خيالية بعد كل شيء على موقع IMDb (الإنجليزية)
- قصة خيالية بعد كل شيء على موقع قاعدة بيانات الفيلم (الإنجليزية)
- قصة خيالية بعد كل شيء على موقع ليتربوكسد (الإنجليزية)
- قصة خيالية بعد كل شيء على موقع كينوبويسك (الروسية)